# Jizchak Orpas
Jizchak Orpas (* 15. Oktober 1923 in Sinkow, Ukrainische SSR, Sowjetunion; hebräisch יצחק אוורבוך אורפז; † 14. August 2015) war ein israelischer Schriftsteller.

## Leben
1938 wanderte er nach Palästina aus, wo er während des Zweiten Weltkriegs als Soldat in der Jüdischen Brigade diente.  Danach arbeitete er als Diamantenschleifer, Lehrer und Redakteur und schrieb Romane, Novellen, Essays und Erzählungen. Zu seinen bekanntesten Werken zählt die Novelle des Nemalin (hebr. Ameisen), die 1968 erschien.
Im Jahr 2005 wurde Orpas mit dem Israel-Preis für Literatur ausgezeichnet.